# 주우한 홍콩 특별행정구 정부 경제무역판사처
주우한 홍콩 특별행정구 정부 경제무역판사처(중국어: 香港特別行政區政府駐武漢經濟貿易辦事處, 영어: Hong Kong Economic and Trade Office in Wuhan, 준말: WHETO)는 중화인민공화국 홍콩 특별행정구 정부가 중화인민공화국 후베이성 우한시에 설치한 홍콩 경제무역대표부이다. 2014년 4월 1일에 정식 설립되었으며 정제내지사무국에서 관할한다.
설립 당시에는 우창구 중난루 99호에 위치한 우한 보리 플라자 A동 18층에서 임시 사무소를 운영했다가 나중에 장한구에 위치한 우한 신세계 국제 무역 타워에 설립된 상주 사무소로 이전했다.

## 기능
판사처는 홍콩과 후베이성, 후난성, 장시성, 산시성, 허난성 5개 성급행정구 간의 경제·무역 관계를 촉진시키고 해당 지역과의 협력을 강화하는 역할을 한다. 또한 후베이성, 후난성, 장시성, 산시성, 허난성에 거주하는 홍콩 시민들에 대한 긴급 지원 임무도 수행한다.
판사처는 후난성 창사시(2016년 5월 25일 설립), 허난성 정저우시(2016년 9월 28일 설립)에 산하 연락사무소를 운영하고 있다. 이들 연락사무소는 홍콩과 후난성, 허난성 간의 협력을 촉진하는 역할을 한다.

## 역대 대표
1. 제이만 (중국어: 謝綺雯, 임기: 2014년 4월 ~ 2017년 9월)
2. 풍호우인 (중국어: 馮浩賢, 임기: 2017년 9월 11일 ~ 2020년 9월 30일)
3. 궉와이판 (중국어: 郭偉勳, 임기: 2020년 10월 1일 ~ 현재)

## 같이 보기
- 홍콩 경제무역대표부